# Strumigenys planeti
Strumigenys planeti är en myrart som beskrevs av Brown 1953. Strumigenys planeti ingår i släktet Strumigenys och familjen myror. Inga underarter finns listade i Catalogue of Life.